# Sangean

Logo von Sangean

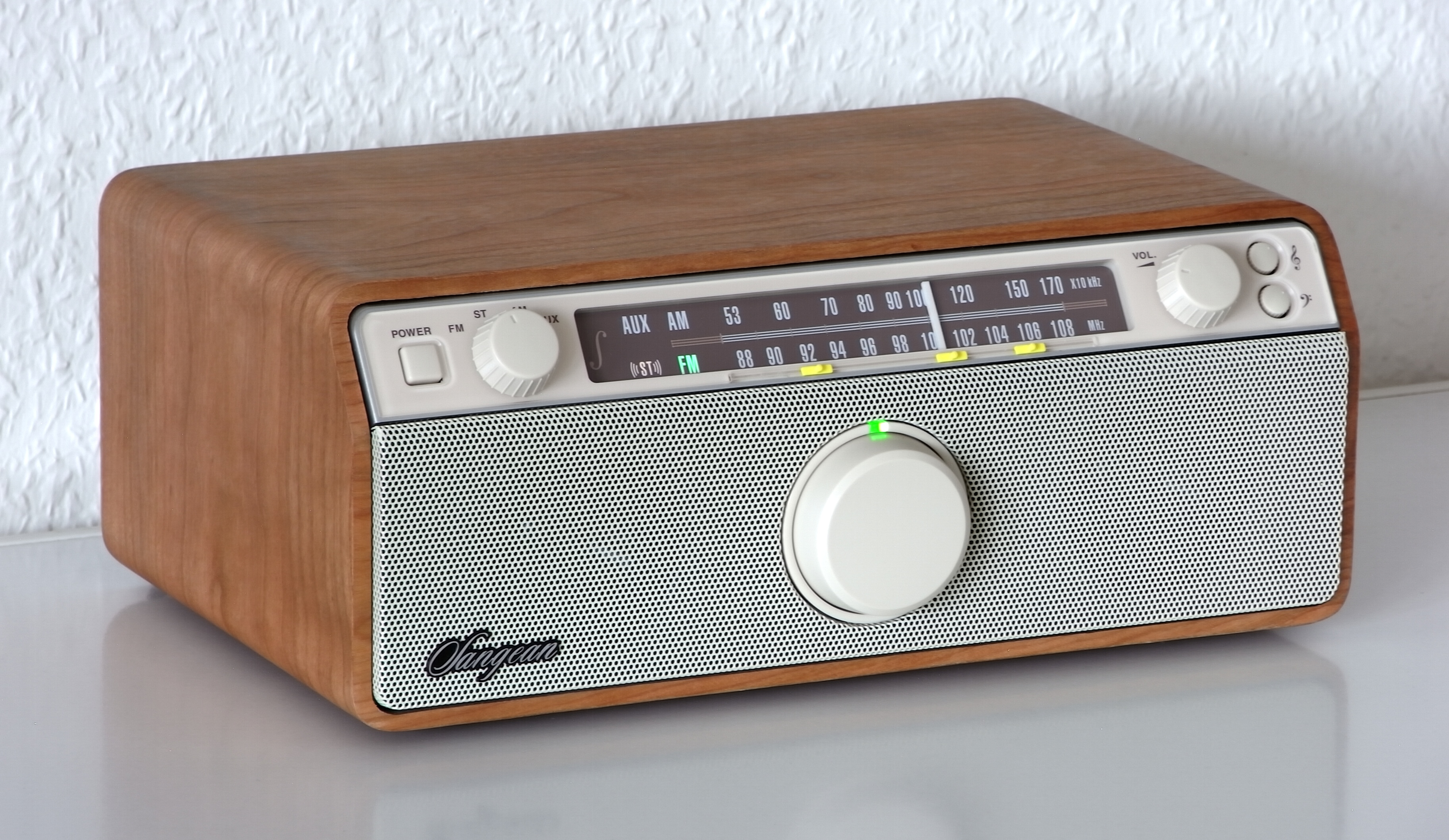
Sangean WR-12

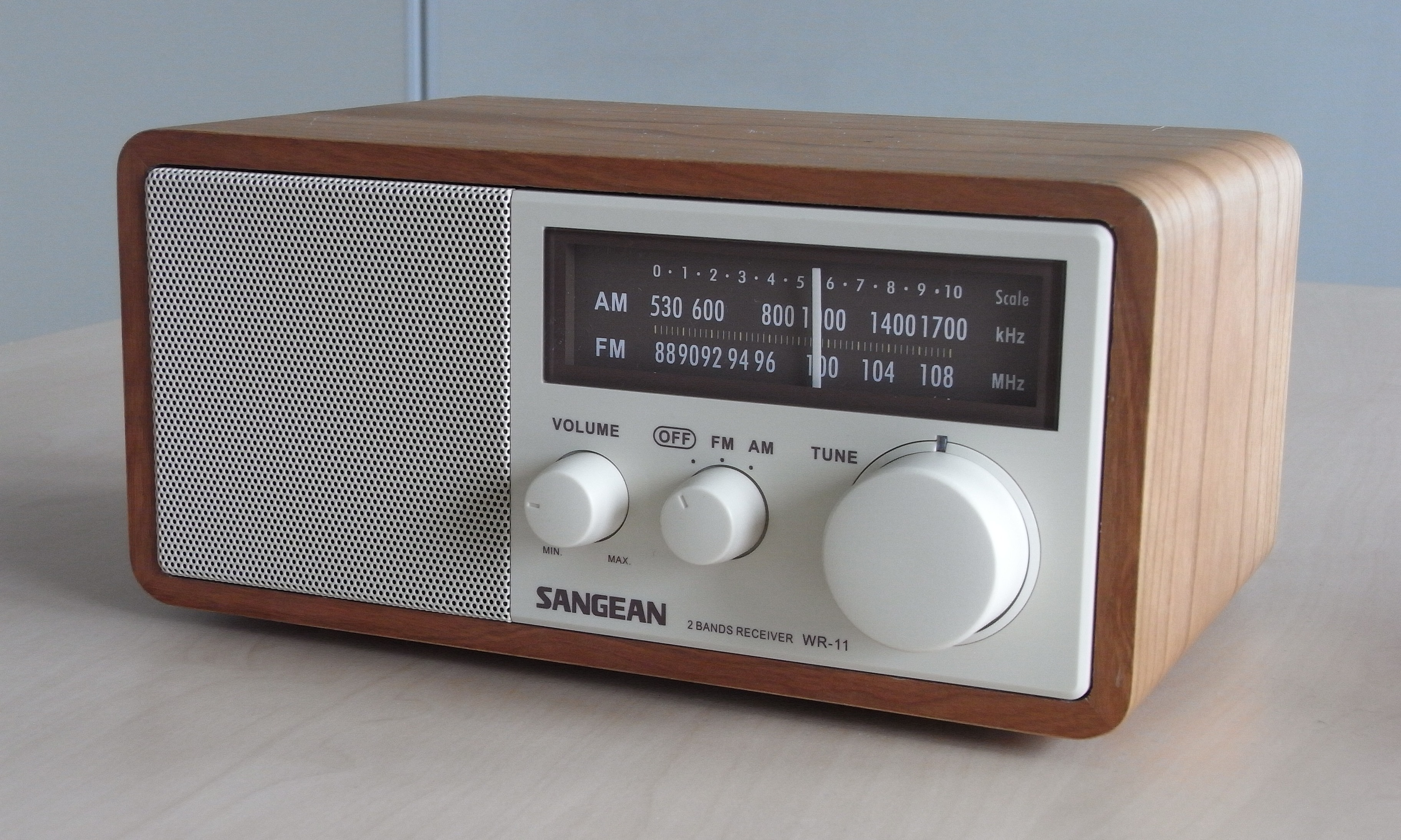
Sangean WR-11

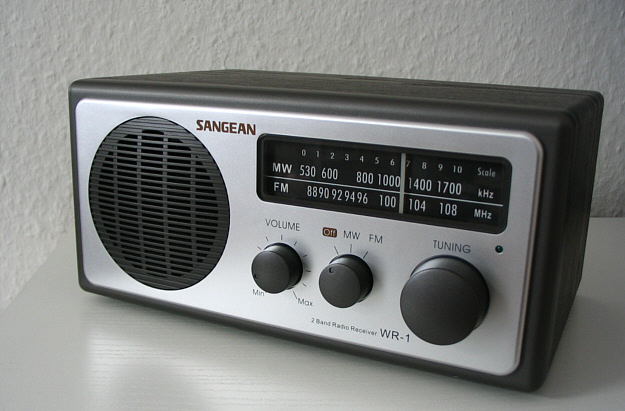
Sangean WR-1

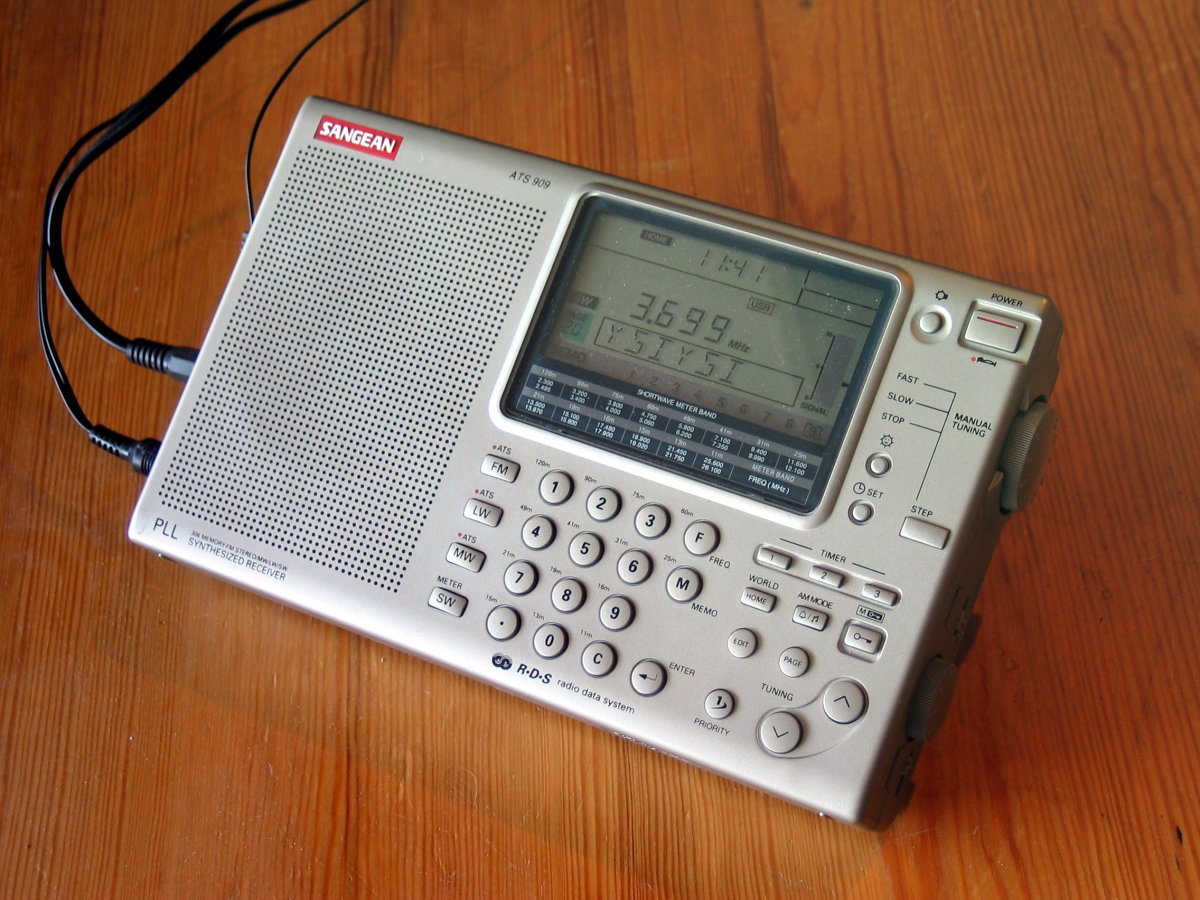
Sangean ATS 909

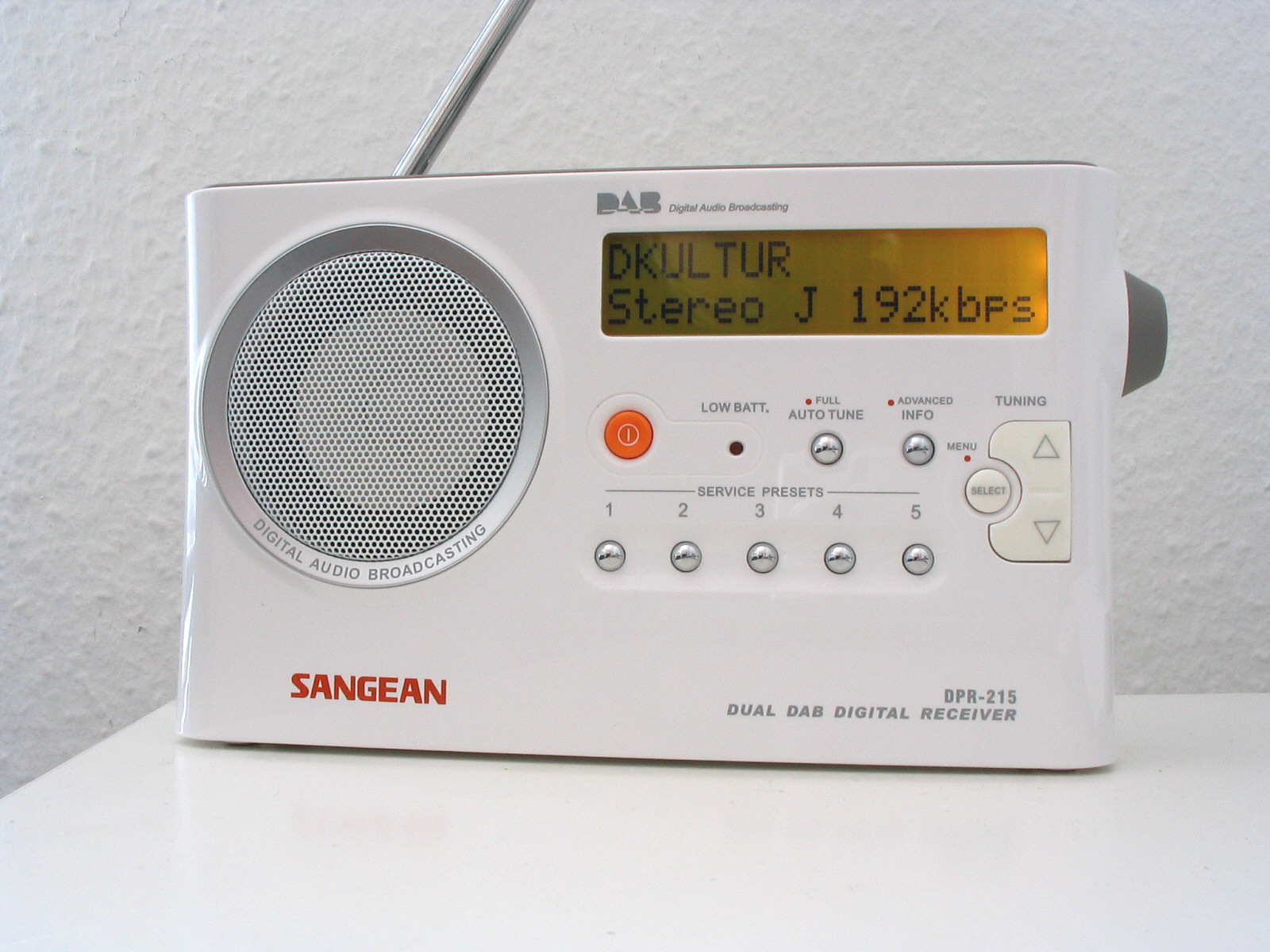
Sangean DPR-215

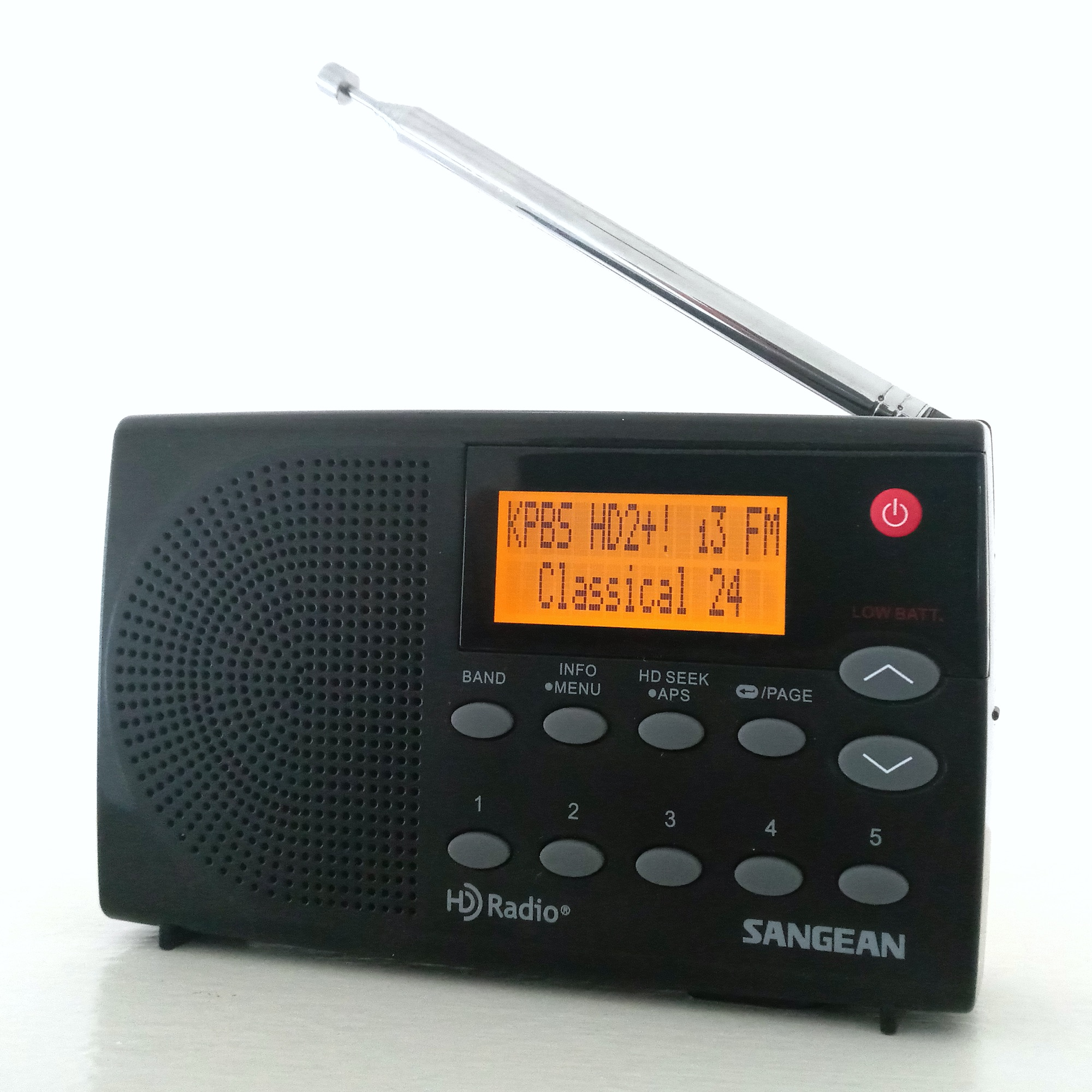
Sangean HDR-14

Sangean (chinesisch 山進電子, Pinyin Shān Jìn diànzi) ist ein auf Radios spezialisierter taiwanischer Elektronikhersteller, der mittlerweile global tätig ist. Insbesondere durch Weltempfänger und in neuerer Zeit auch durch Digitalempfänger hat das Unternehmen sich weltweit einen Namen geschaffen. Die Firma wurde 1974 gegründet und hat ihren Sitz in Zhonghe in der Stadt Neu-Taipeh sowie eine Fabrik in Dongguan in der VR China.
Neben Produkten, die unter eigenem Namen verkauft werden, betätigt sich die Firma auch als Auftragshersteller: viele der Weltempfänger etwa von Siemens, Panasonic, Braun und Grundig wurden bzw. werden noch von Sangean entwickelt und gebaut.
Sangean hat in seiner Firmengeschichte mehr als 500 Radio-Modelle herausgebracht und millionenfach produziert. Für die entwickelten Modellreihen hat Sangean mehrere Auszeichnungen in der Elektronikindustrie erhalten.

## Einblick in das Sortiment

### HiFi-Radios
WR-1: Basismodell UKW/MW mit puristischer Ausstattung
WR-11: Ähnlich wie WR-1, allerdings mit veränderter Bass- und Höhenabstimmung, da beim WR-1 oftmals der Bass als zu stark empfunden wird, zudem wurde der Einschaltknopf so umgestaltet, dass nun nicht mehr zuerst Mittelwelle gewählt werden muss, sondern sofort UKW eingeschaltet werden kann.
WR-12: Weiterentwicklung des WR-11 mit ähnlich puristischer Ausstattung. Neu sind die Bass- und Höhenregler sowie eine 2.1-Lautsprecherbestückung.
WR-2: Digitales RDS-Radio mit Möglichkeit zur Klangregulierung und Fernbedienung
WR-3: Digitales RDS-Stereo-Radio mit Möglichkeit zur CD-/MP3-Wiedergabe
WR-5: Digitales RDS-Stereo-Radio mit Anschlussmöglichkeit für einen iPod

### Weltempfänger
- ATS 909x

406 Senderspeichern
- ATS 909w
- ATS 909

306 Speicherplätze, Frequenzbereich KW 0,15–30 MHz, SSB, RDS, Filter: AM Wide/Narrow
Der ATS 909 gilt als Inbegriff eines modernen Weltempfängers mit hervorragender Empfangsleistung im FM- und SW-Bereich. Wegen der hohen Empfindlichkeit ist dieser Empfänger besonders für UKW-DXen beliebt.
- ATS 818 ACS (mit Kassettenrecorder)

54 Speicherplätze, Frequenzbereich KW 2,3–29,999 MHz, Filter:AM Wide/Narrow
- ATS 305

27 Speicherplätze, Frequenzbereich KW 5,90–17,90 MHz (nicht durchgehend)
- ATS 404

45 Speicherplätze, Frequenzbereich KW 2,30–26,10 MHz (nicht durchgehend)
- ATS 505

45 Speicherplätze, Frequenzbereich KW 1,71–30 MHz, SSB
- ATS 606

54 Speicherplätze, Frequenzbereich KW 1,71–30 MHz

### Digital-Empfänger (HD Radio)
HDR-14
Frequenzbereich Band MW 520–1710 kHz, Band II 76–108 MHz, UKW, RDS, IBOC

### Digital-Empfänger (DAB)
DPR1
Frequenzbereich Band III 174–230 MHz, UKW, Digital Record(30min.)
DPR2
Frequenzbereich Band III 174–230 MHz, UKW, RDS
DPR202
Frequenzbereich Band III 174–230 MHz, L-Band 1452–1492 MHz, UKW, RDS
DDR3
Frequenzbereich Band III 174–230 MHz, UKW, RDS, S/PDIF
DDR203
Frequenzbereich Band III 174–230 MHz, L-Band 1452–1492 MHz, UKW, RDS, S/PDIF
DCR209
Frequenzbereich Band III 174–230 MHz, L-Band 1452–1492 MHz, UKW, RDS
DPR215
Frequenzbereich Band III 174–230 MHz, L-Band 1452–1492 MHz

### Digital-Empfänger (DRM)
DRM-40
Empfangsbereiche KW, MW, LW digital und analog, DAB Bänder, UKW, RDS, AMSS, MP3 Playback und Recording